# Fipa (peuple)
Pour les articles homonymes, voir Fipa.
Les Fipa sont une population d'Afrique de l'Est vivant principalement au sud-est de la Tanzanie, également au nord-est de la Zambie.

## Ethnonymie
Selon les sources et le contexte, on rencontre plusieurs variantes : Afipa, Fipas, Ichifipa, Wafipa. 

## Langues
Ils parlent le fipa, une langue bantoue dont le nombre de locuteurs en Tanzanie était estimé à 195 000 en 2002. Le swahili est également utilisé.